# 蒔田さくら子
蒔田 さくら子（まきた さくらこ、1929年1月11日 - 2021年8月8日）は、日本の歌人。本名・浜高家さくら子。東京都豊島区目白生まれ。

## 人物
東京府立第三高等女学校（現在の東京都立駒場高等学校）卒業。
1946年（昭和21年） 「をだまき」に入社。高瀬一誌らと中河幹子（小説家・中河与一の妻）に師事。その後、「短歌人」に入会し小宮良太郎に師事した。
1953年（昭和28年）、「短歌人」が編集委員制度移行の際、編集委員に就任。以後55年間に渡って編集に携わる。
1982年（昭和57年）歌集『紺紙金泥』で第9回日本歌人クラブ賞。
1994年（平成6年）、歌集『鱗翅目』で第15回ミューズ女流文学賞。
1983年（昭和58年）より1987年（昭和62年）まで現代歌人協会理事。
1985年（昭和60年）より1996年（平成8年）まで「短歌人」発行人。
2002年（平成14年）度「NHK歌壇」（現・「NHK短歌」）選者。
2014年、歌集『標のゆりの樹』およびこれまでの全業績により第37回現代短歌大賞受賞。
2021年8月8日、がんのため、東京都内で死去。92歳没。

## 著書

### 歌集
- 第一歌集『秋の椅子』短歌新聞社、1955.1。全国書誌番号:55010841、NCID BA65804426。
- 第二歌集『森見ゆる窓』短歌新聞社、1965.11。NCID BA38089099。のち現代短歌社文庫、2014.3。ISBN 978-4865340105
- 第三歌集『紺紙金泥』短歌新聞社、1981.9。全国書誌番号:82011392、OCLC 672931565。
- 第四歌集『淋しき麒麟』（昭和歌人集成7）短歌新聞社、1986.6。全国書誌番号:86052433、NCID BA31439920。
- 第五歌集『鱗翅目』短歌新聞社、1993.7。全国書誌番号:94035440、NCID BB16347019。
- 『蒔田さくら子歌集』（現代短歌文庫15）  砂子屋書房、1993.11。ISBN 4790404102
- 第六歌集『截断言』砂子屋書房、1998.11。全国書誌番号:20028320
- 第七歌集『海中林』（現代女流短歌全集61）、短歌新聞社2000.8。ISBN 4803910189
- 自選歌集『時計草』（現代歌人叢書19）、短歌新聞社2005.12。ISBN 4803912475
- 第八歌集『サイネリア考』  砂子屋書房、2006.7。ISBN 479040904X
- 第九歌集『翡翠の連』（角川短歌叢書）角川書店、2009.1。ISBN 978-4046217448
- 第十歌集『天地眼』短歌研究社、2010.12。ISBN 978-4862722041
- 第十一歌集『標のゆりの樹』（シリーズ現代三十六歌仙18）砂子屋書房、2014.7。ISBN 978-4790415114